# Чжу Цзиньэр
Чжу Цзиньэр (кит. упр. 朱锦尔, пиньинь Zhū Jin ěr, палл. Цзиньэа
; род. 16 ноября 2002) — китайская шахматистка, международный мастер среди женщин (2017), гроссмейстер (2023).
Имя  китаянки  произносится как  Цзиньэа, так  как  число  2 (два)  на  китайском  будет  二, Èr и  произносится как А.

## Биография.
В 2016 году победила на чемпионате мира по шахматам среди девушек в возрастной группе U14. В 2017 году заняла третье место на зональном турнире Азиатской зоны 3.5 за Чжай Мо и Ни Шицюнь, опередив Сунь Фанхуэй, и получила право участвовать в чемпионате мира по шахматам среди женщин 2018 года. В 2018 году завоевала бронзовую медаль в чемпионате Китая по быстрым шахматам среди женщин. 
На чемпионате мира по шахматам среди женщин в 2018 году в Ханты-Мансийске в первом туре победила Лелу Джавахишвили, а во втором туре проиграла Наталье Погониной.
В ноябре 2021 года в Риге она заняла 3-е место на турнире «Большая женская швейцарка ФИДЕ».
На чемпионате мира по блицу 2023 заняла также 3-е место.